# Cleome allamanii
Cleome allamanii là một loài thực vật có hoa trong họ Màng màng. Loài này được Chiov. mô tả khoa học đầu tiên năm 1935.